# Szellemjárás (Sanctuary – Génrejtek)
A Szellemjárás (Haunted) a Sanctuary – Génrejtek című kanadai sci-fi-fantasy televíziós sorozat második évadjának tizenegyedik epizódja.

## Ismertető
|  | Alább a cselekmény részletei következnek! |

A Menedékben Dr. Magnus és emberei egy süllyedő hajó zulu túlélőit ápolja, akik mind abnormális lények, empaták. Druitt teleportálással hozza ki a túlélőket, utolsóként Musát, aki a legsúlyosabb állapotban van.
Az egyik zulu nő, Nozipho a Menedék folyosóján mond köszönetet Druittnak, azonban empataként érzi, amit Druitt, így azt is, hogy az eddig gyógyultnak tűnő férfin újra eluralkodott a gonosz és a vérszomj. Kate és Henry később rábukkan a nő hullájára. Magnus tudja, hogy csak Druitt tehette, aki maga is elismeri, hogy újra a régi önmaga. Druitt Helenre támad, Kate-et kiüti, de a lány kezéből kiesett fegyverrel Magnusnak sikerül őt megölnie.
Helen mindent megpróbál, hogy újraélessze. A defibrillátor legerősebb fokozatán sikerül Johnt visszahozni, ám azzal egy időben a Menedék elektromos hálózata meghibásodik, és közben a lábadozó Musa állapota is rosszabbodik. A csapat a Menedék falain belül elszigetelődik egymástól, mert azt ajtók bezáródnak; Kate és Nagyfiú a liftben, Dr. Magnus és Druitt egy cellában, Henry az orvosi szobában Musával, Will az orvosi szoba előterében. Szinte semmi sem működik az épületben. A liftben rekedt Nagyfiú helyrehozza a nagyjából ötven ezelőtt használt lifttelefont, ezen keresztül tudnak csak kommunikálni.
Henry képtelen hozzáférni a rendszerhez, de közben Helen telefonos instrukciói alapján stabilizálja Musa állapotát, aki érzi a gonosz jelenlétét. A cellában Druitt meggyőzi Helent, hogy ismét „jófiú” lett, a defibrillátor elektrosokkja újra kiűzte belőle a gonoszt. Úgy véli, az energia alapú lény, mely évtizedek óta benne rejtőzött, okozta vérszomját és gonoszságát, most kiszabadult és ölni akar. Henry megpróbálja a defibrillátorral a fő elektromos panelt kisütni és közben Willel tanúi lesznek, hogy az energia-lény valóban létezik. Will az épület katakombáinak mélyére igyekszik a fővezetékekhez, hogy újraindítsa a rendszert, Kate pedig a lift tetején át próbál kijutni, de mindkettőjük dolgát megnehezíti a belső ellenség. A fűtéscsövekben haladó Will alatt begyújtja a kazánt, a liftaknában felfelé igyekvő Kate alatt pedig emelkedni kezd a lift, hogy aztán zuhanásra váltson. Henrynek egy összetákolt számítógép segítségével az utolsó pillanatban sikerül hozzáférnie a Menedék rendszeréhez és megmenteni mind Willt, mind a liftben lévő Nagyfiút és Kate-et. Will az épület alsó részében lekapcsolja a fővezetéket.
Az energialény ezalatt az automata rendszerrel ideggázt készít a laborban található kémiai anyagokból, a csapatnak nem sok ideje van hátra, ha a lény sikerrel jár. Druitt a laborba teleportál és magába fogadja a lényt újra, majd úticél kigondolása nélkül elteleportál vele a semmibe...
|  | Itt a vége a cselekmény részletezésének! |

## Fogadtatás
A mania.com kritikusa szerint az epizódban túl kevés szerep jutott az empatáknak, de a Menedék csapatának egymástól való elszigeteltsége megnyerő jeleneteket eredményezett. Más kritikák is pozitívan nyilatkoznak arról, hogy nagyobb hangsúlyt kapott Dr. Magnus és Druitt kettőse, „minden alkalommal, amikor együtt vannak, olyan feszültséget hoznak elő, amelyet nemcsak közös múltjuk okoz, hanem a színészi alakításuk és a történet, mely tökéletes összhangban van egymással.” A cikk írója szerint gyakrabban kéne Christopher Heyerdahlnak Nagyfiú jelmeze nélkül szerepelni, ezzel szemben Agam Darshi (Kate) karakterét és alakítását is bírálja. A Popsyndicate.com kritikája szerint az epizódból jóval többet ki lehetett volna hozni, a cikkíró szerint Heyerdahl sem alakított nagyot, „a színész általában nagyon ott van a szeren, de John szerepében kicsit túljátszotta a dolgot”. Mindazonáltal Christopher Heyerdahl az epizódban nyújtott alakításáért 2010-ben Leo-díjat nyert, mint legjobb férfi mellékszereplő.